# Bosque del Valle de Cañas

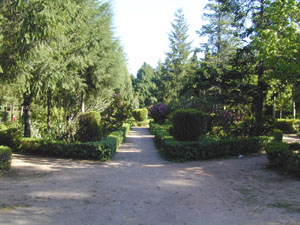
Bosque del Valle de Cañas, Coímbra

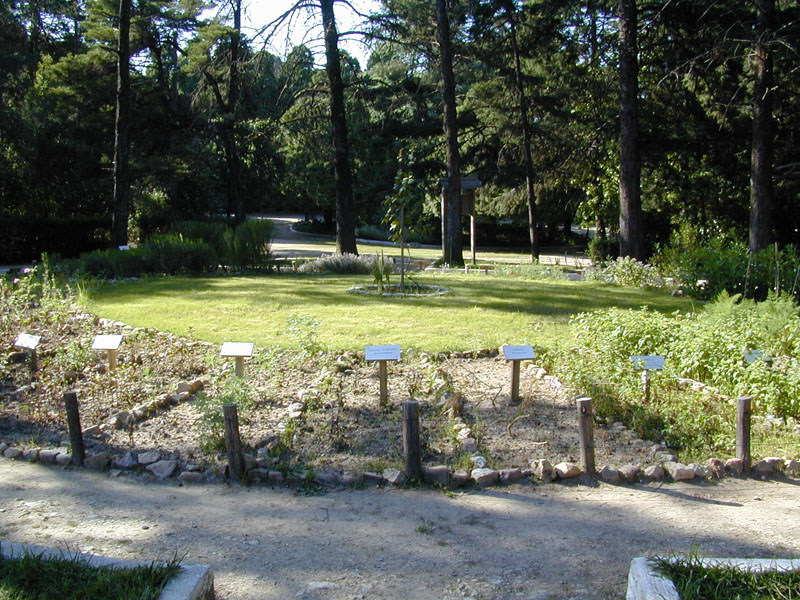
Jardín de Plantas Aromáticas, Valle de Cañas, Coímbra

El Bosque del Valle de Cañas (portugués: Mata Nacional de Vale de Canas) es un antiguo y cercado arboreto en la región Centro de Portugal que se localiza junto a la población del mismo nombre, en la ciudad de Coímbra. El bosque ocupa un área de 16 hectáreas.

## Historia
En el siglo XVI ya había referencias a este bosque, que fue designado como Mata do Rei y constituida por vegetación espontánea.
En 1867 fue adquirida por el Estado portugués, para retirar madera de pino necesaria para las obras hidráulicas de la Mata Nacional del Choupal contra las crecidas.
En 1866-1870 sufrió una reforestación con plantas autóctonas y exóticas, algunas venidas de Francia y de Alemania, bajo la orientación de Manoel Afonso D'Esgueira y con la colaboración del Jardín Botánico de Coímbra. De Australia vinieron los eucaliptos distribuidos por 32 especies distintas de la familia Myrtaceae.
En 1936 se llevaron a cabo obras de mejora orientadas por el Dr. Manuel Braga.
El Bosque de Valle de Cañas fue afectado por un violento incendio en el verano de 2005, habiéndose llevado una posterior reforestación, que ha privilegiado las especies autóctonas como el castaño.

## Arbolado
El Bosque del Valle de Cañas posee un bello jardín, siendo frecuentemente visitada por grupos de alumnos que allí asisten a sesiones de educación ambiental.
El bosque es conocido por tener un árbol (Eucalyptus diversicolor F.muell.) llamado "Karri Knight" (Caballero Karri), que es considerado el más alto de Europa, con 73 metros de altura.